# Arturo Tabera Araoz
Arturo Tabera Araoz, né le 29 octobre 1903 à El Barco de Ávila en Espagne et mort le 13 juin 1975 à Rome, est un cardinal espagnol de la Curie romaine.

## Biographie
Membre des Fils missionnaires du Sacré-Cœur de Marie, Arturo Tabera Araoz est ordonné prêtre le 22 décembre 1928.
Nommé administrateur apostolique de Barbastro le 16 février 1946, avec le titre d'évêque in partibus de Lyrbe (de), il est consacré le 5 mai suivant. 
Le 2 février 1950, lorsque Barbastro retrouve son statut de diocèse, il en devient évêque. Le 13 mai 1950, il devient évêque d'Albacete, puis, le 23 juillet 1969, archevêque de Pampelune.
Il est créé cardinal-prêtre par le pape Paul VI lors du consistoire du 28 avril 1969, avec le titre de cardinal-prêtre de S. Pietro in Montorio.
Deux ans plus tard, le 20 février 1971, il rejoint la curie romaine comme préfet de la Congrégation pour le culte divin, puis le 8 septembre 1973, il devient préfet de la Congrégation pour les affaires religieuses.

## Succession apostolique
Arturo Tabera Araoz a ordonné les évêques suivants :
- Évêque Francisco Gómez Marijuán (pl), C.M.F. (1958)
- Archevêque José Delicado Baeza (es) (1969)
- Évêque Javier Azagra Labiano (es) (1970)
- Évêque José María Larrauri Lafuente (es) (1970)